# Aeroportul Afore
Aeroportul Afore (IATA: AFR, ICAO: AYAF) este un aeroport din Provincia Oro⁠(d), Papua Noua Guinee.
aeroportul dispune de o singură pistă.